# C'est ma vie
"C'est ma vie" is een nummer van de Belgische zanger Adamo. Het nummer verscheen op zijn album Jusqu'à l'amour uit 1975. Dat jaar werd het tevens uitgebracht als single. In 1981 zette André Hazes een Nederlandstalige cover op zijn album Gewoon André onder de titel "Het laatste rondje".

## Achtergrond
"C'est ma vie" (naar het Nederlands te vertalen als "Het is mijn leven") is geschreven door Adamo zelf. In het nummer zingt hij dat hij blij is dat zijn vriendin al twintig jaar bij hem is, zowel in goede als in slechte tijden. Het is de laatste single van de zanger die internationaal een hit(je) werd; zo kwam het in Nederland tot de achttiende plaats in de Tipparade. In de Waalse Ultratop 50 kwam het tot de zevende plaats en bleef het dertien weken in de lijst staan.
"C'est ma vie" is vele malen gecoverd en vertaald. In Nederland is het nummer bekend in de versie van André Hazes onder de titel "Het laatste rondje". In zijn versie gaat het nummer over de laatste minuten waarin een kroeg 's nachts open is. Vanwege het refrein staat het ook bekend als "Het is tijd" of "De hoogste tijd". Door het thema is het ook vaak het laatste nummer dat 's nachts in kroegen of op disco's wordt gedraaid voordat deze sluiten; in 2007 werd het uitgeroepen tot het nummer dat het meest gedraaid werd in de horeca. Ook is het te horen aan het eind van elke aflevering van het SBS6-programma Ik hou van Holland. De versie van Hazes werd nooit uitgebracht op single, maar stond in 1984 wel op de B-kant van een heruitgave van "'n Vriend" en in 1987 op de B-kant van een heruitgave van "Een beetje verliefd".
Naast de Nederlandstalige versie van Hazes is "C'est ma vie" ook vertaald naar het Engels, waarin het door Helmut Lotti als "You and Me" wordt gezongen, en het Portugees, waarin het door de Braziliaanse rockband The Fevers onder de titel "Sou assim" wordt uitgevoerd. Zelfs in het Nederlands is het nummer op andere manieren vertaald: Willy Sommers bracht het in 2000 uit als "Zeg me wie" en Luc Steeno zong het in 2012 als "Jij alleen".

## NPO Radio 2 Top 2000
| Nummers met noteringen in de NPO Radio 2 Top 2000 | '06  | '07  | '08  | '09-'18 | '19  | '20  | '21  | '22  | '23  | '24  |
| ------------------------------------------------- | ---- | ---- | ---- | ------- | ---- | ---- | ---- | ---- | ---- | ---- |
| C'est ma vie (Salvatore Adamo)                    | 1633 | 1088 | 1898 | -       | -    | -    | -    | -    | -    | -    |
| Het laatste rondje (André Hazes)                  | -    | -    | -    | -       | 1693 | 1356 | 1392 | 1509 | 1471 | 1531 |

1. ↑  Een '-' betekent dat het nummer niet was genoteerd en een vetgedrukt getal geeft de hoogste notering van een nummer aan.
2. ↑  2006 was het eerste jaar met een notering voor een van deze nummers.